# Komstad

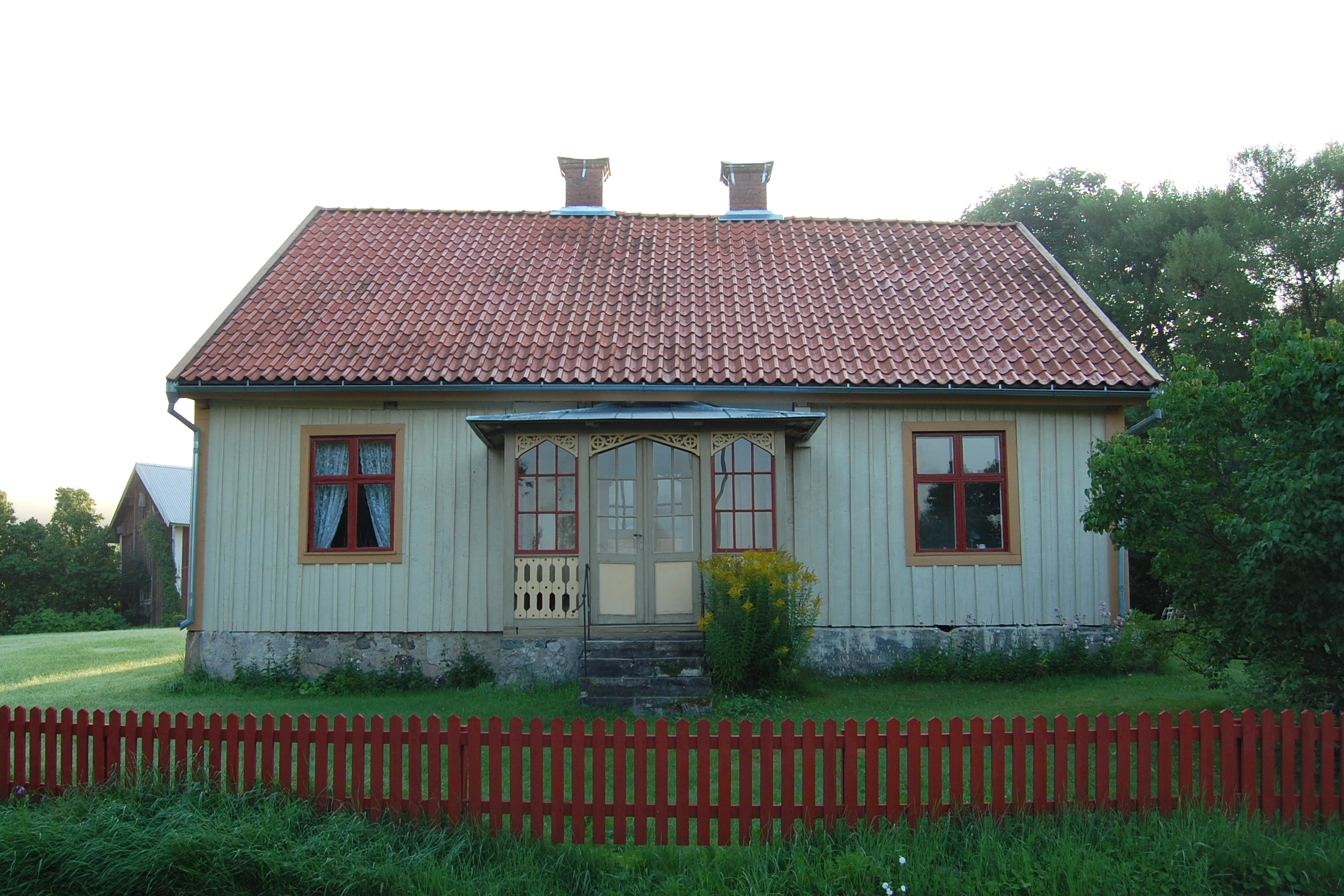
Ehemaliges Gerichtsgebäude

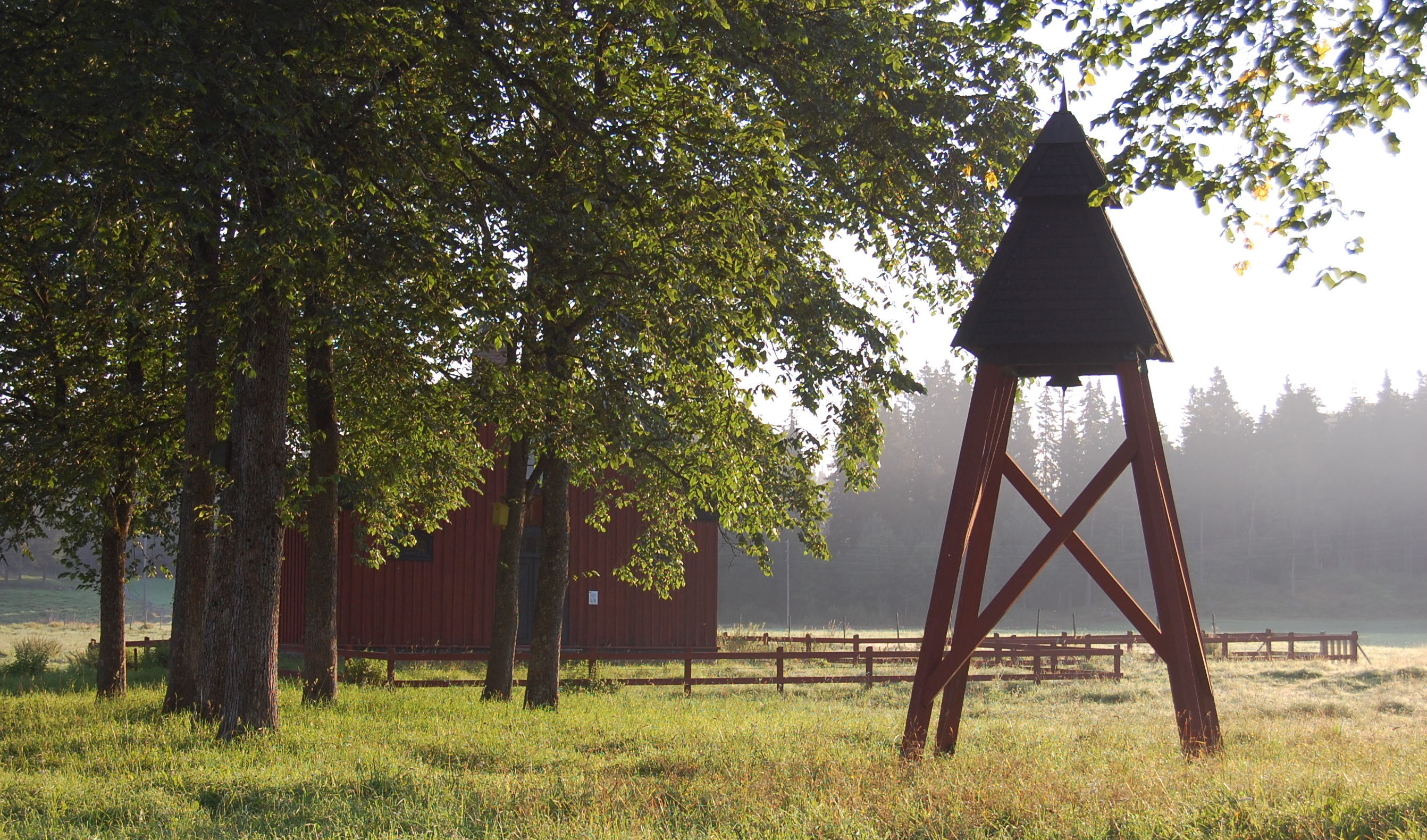
Ehemaliges Untersuchungsgefängnis (links)

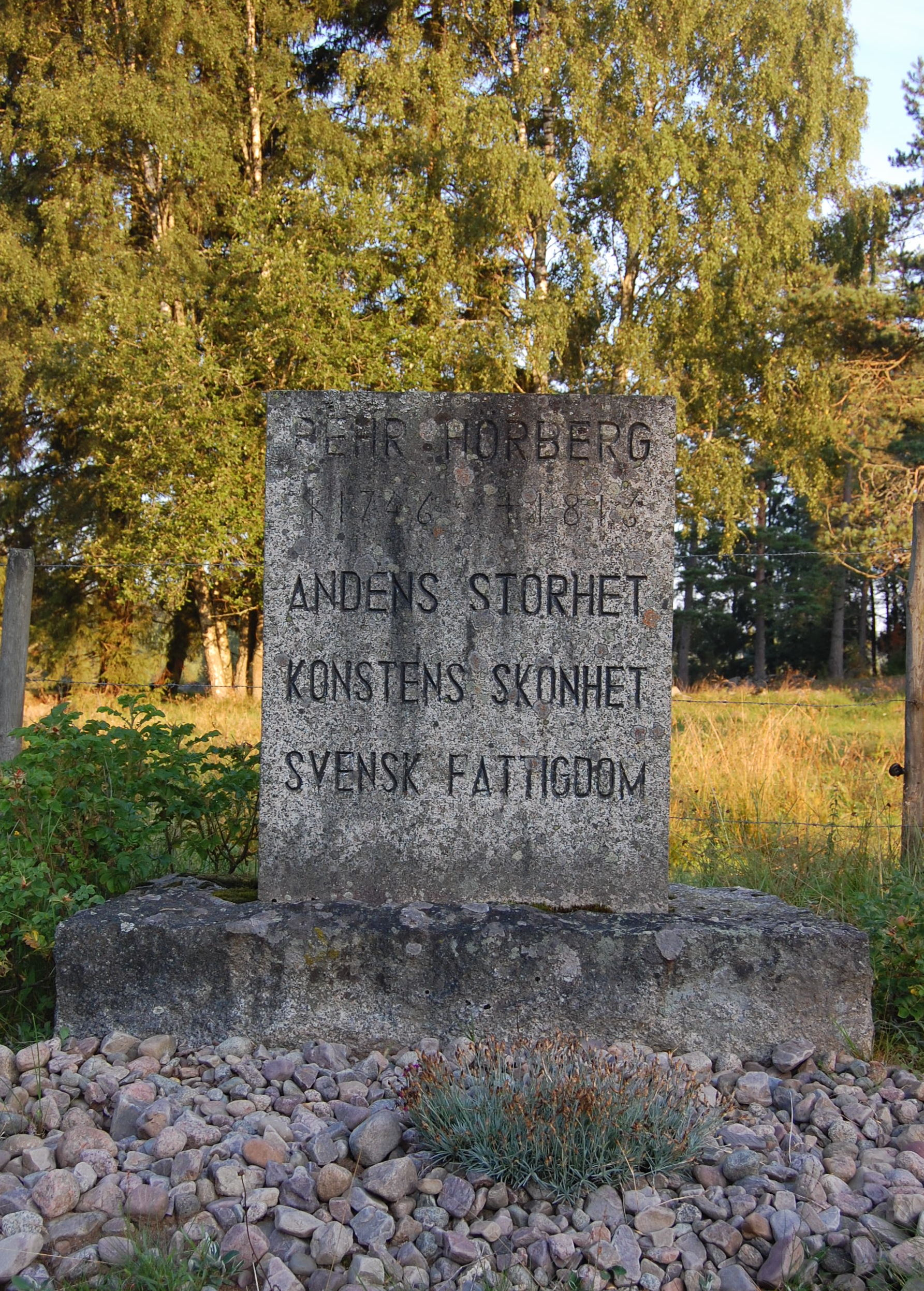
Gedenkstein für Pehr Hörberg

Komstad ist ein Dorf in der schwedischen Gemeinde Sävsjö der Provinz Jönköpings län sowie der historischen Provinz (landskap) Småland.
Das kleine Dorf zählt weniger als 50 Einwohner (Stand 2010) und liegt westlich von Sävsjö. Bekannt ist das Dorf, da es in weiten Teilen den Charakter eines Freilichtmuseums hat. Mehrere historische Gebäude befinden sich im Eigentum der Stiftung Komstad kvarn und werden zu musealen Zwecken genutzt. Nördlich des Dorfes liegt die Insel Kringlan, die als Natura 2000-Projekt geführt wird. Das Dorf wird vom Ljungaån durchflossen. Östlich des Dorfes liegt der See Sävsjön.

## Geschichte
Bereits 1370 wird für Komstad das Bestehen einer Wassermühlen beschrieben. Im 17. Jahrhundert wurden für Komstad vier Skvaltmühlen erwähnt. Die heute im Ortskern erhaltene Wassermühle entstand 1871 und wurde mit drei Wasserrädern betrieben. 1894 erfolgte ein Umbau und die Nutzung eines anderen Antriebs. 1981 stellte die Mühle ihren Mühlbetrieb ein. Auch heute kann die Mühle Getreide mahlen und dient im Übrigen der Stromproduktion. Im gleichen Jahr wurde die ebenfalls mit Wasserkraft betriebene Rahmensäge errichtet. Sie wurde nach einem 1909 erfolgten Umbau bis 1946 betrieben. 1991 erhielt sie ein neues Wasserrad und ist heute noch funktionsfähig, wobei bis zu neun Sägeblätter betrieben werden können. Bereits am Anfang des 19. Jahrhunderts bestand auch eine mit Wasserkraft betriebene Kreissäge. 1935 wurde eine noch heute erhaltene Kreissäge gebaut, in deren Obergeschoss ein Waldmuseum eingerichtet ist.
Von 1734 bis 1909 war Komstad Sitz des örtlichen Gerichts. Das alte Gerichtsgebäude Tingshuset ist das älteste Gebäude im Dorf und befindet sich heute in Privatbesitz. 1825 erhielt Komstad an der Straße nach Sävsjö ein neues Gerichtsgebäude sowie eine Untersuchungsgefängnis. Während das neue Gerichtsgebäude später nach Vrigstad umgesetzt wurde und dort als Pension dient, ist das Gefängnisgebäude noch heute in Komstad erhalten. Es fanden auch Hinrichtungen statt. Diese erfolgten auf einem Galgenhügel am Weg nach Vrigstad.
Über eine Kirche verfügt der Ort nicht, er gehörte zur Gemeinde von Norra Ljunga.

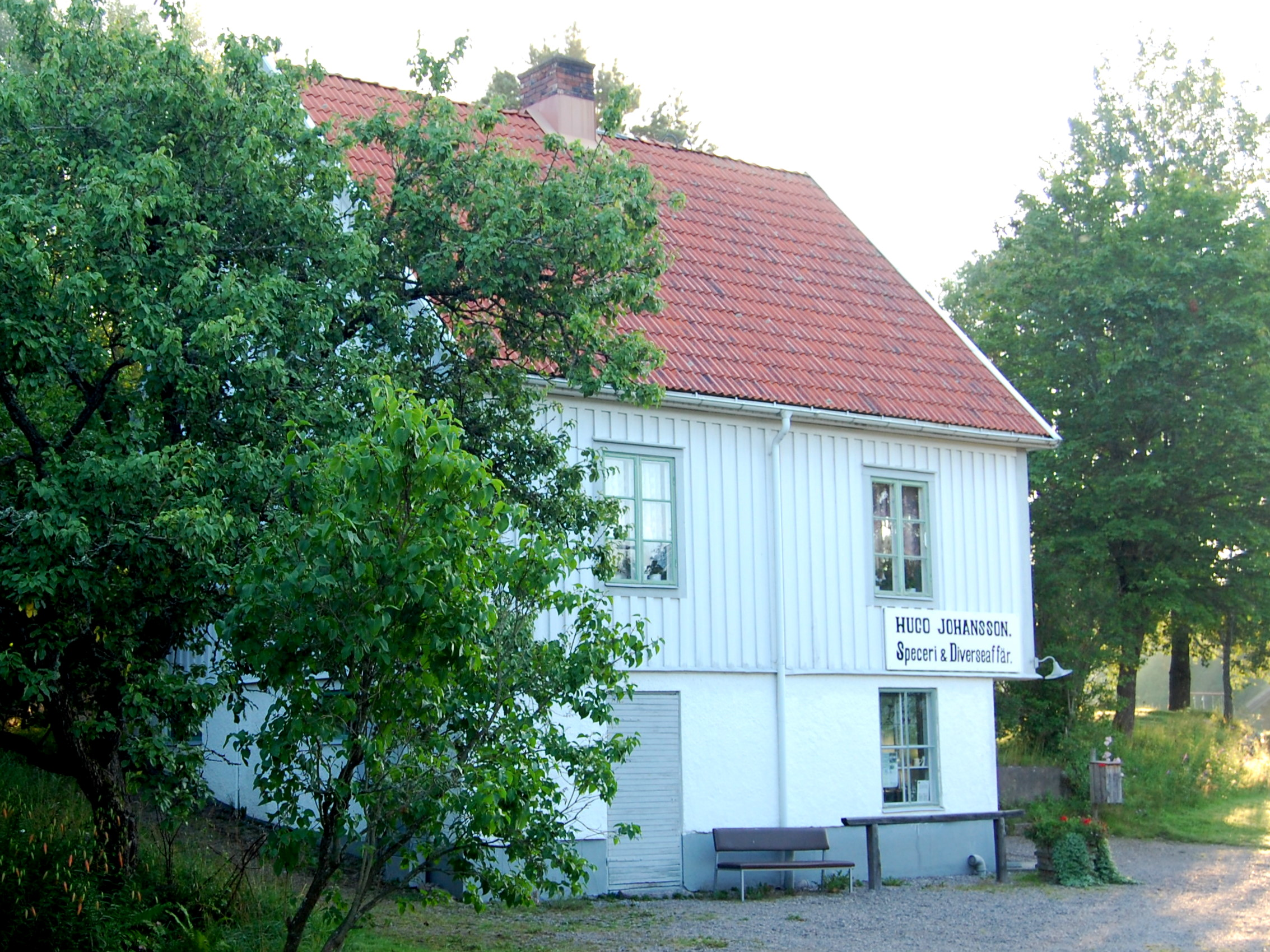
Dorfladen, 2011

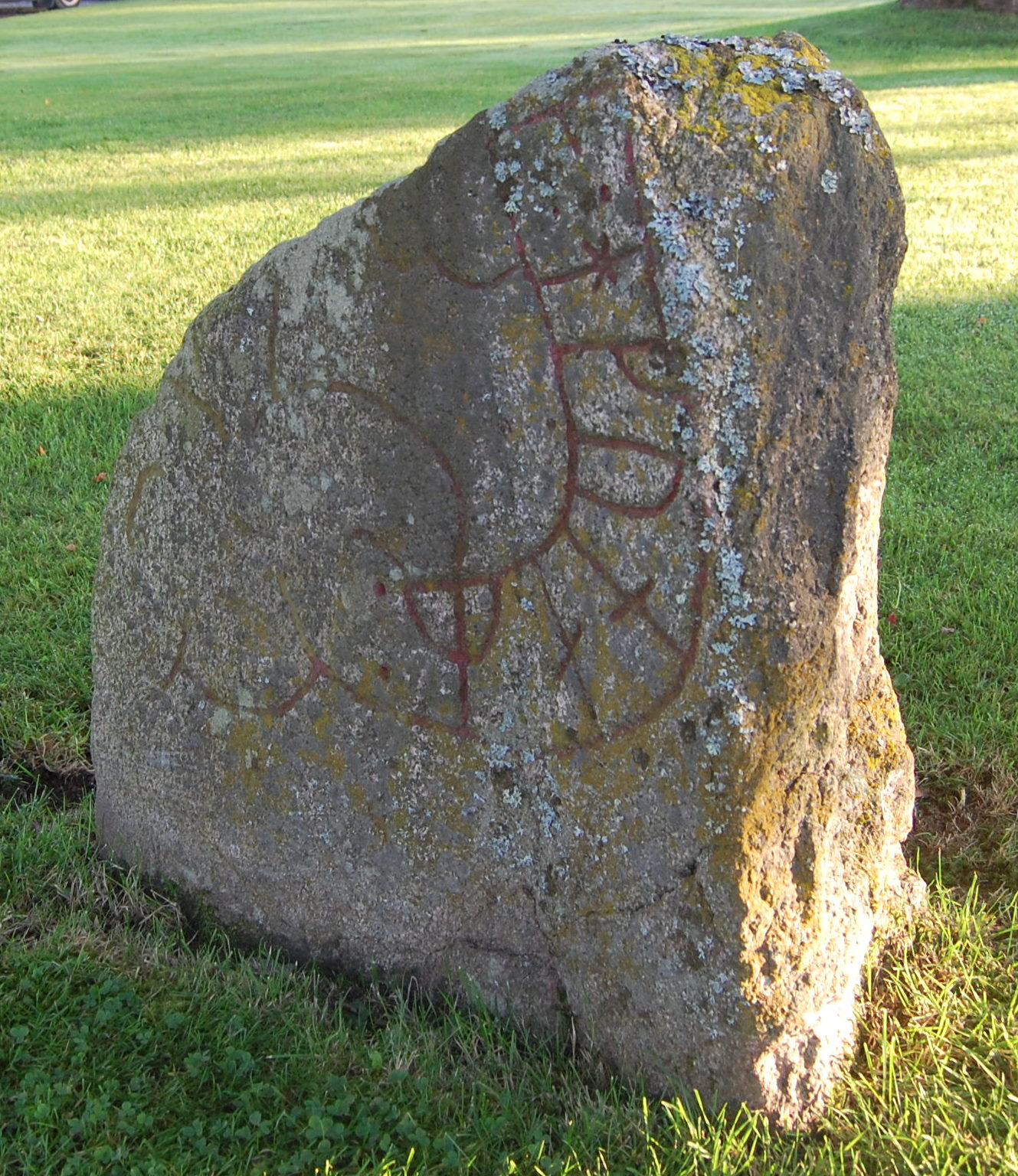
Runensteinfragment

Eine Fabrik zur Herstellung von Mühlsteinen wurde 1907 im Ort eröffnet und arbeitete bis 1990. Die Mühlsteine wurden aus Magnesit, Schmirgel und Kieselsteinen gegossen. Noch heute ist die Produktionseinrichtung vollständig vorhanden. 1923 eröffnete in Komstad ein Dorfladen der bis 1975 betrieben wurde und sich seit dem unverändert präsentiert.
Im Zuge der musealen Nutzung des Orts wurde 1989 eine historische Schmiede im Ort aufgestellt. Die dort befindlichen historischen Werkzeuge stammen aus einer Schmiede in Sävsjöbyn. Bis 1913 hatte es in Komstad Schmiede und Kupferschmiede gegeben. 1992 folgte eine wasserbetriebene Skvaltmühle. In einem ehemaligen Kuhstall befindet sich ein Erntemuseum, in dem landwirtschaftliche Geräte ausgestellt sind.
Südlich von Komstad an der Straße in Richtung Norra Ljunga steht ein Gedenkstein für den schwedischen Maler Pehr Hörberg. In der Umgebung von Komstad befinden sich auch mehrere prähistorische Fundstätten und Anlagen. So befindet sich an der Straße Richtung Sävsjö das Fragment eines Runensteins.

## Persönlichkeiten
In Komstad geboren wurde Jonas Bronck, der nach Nordamerika auswanderte und zum Namensgeber des New Yorker Stadtteils Bronx wurde.